# St. Gallus (Rockenberg)

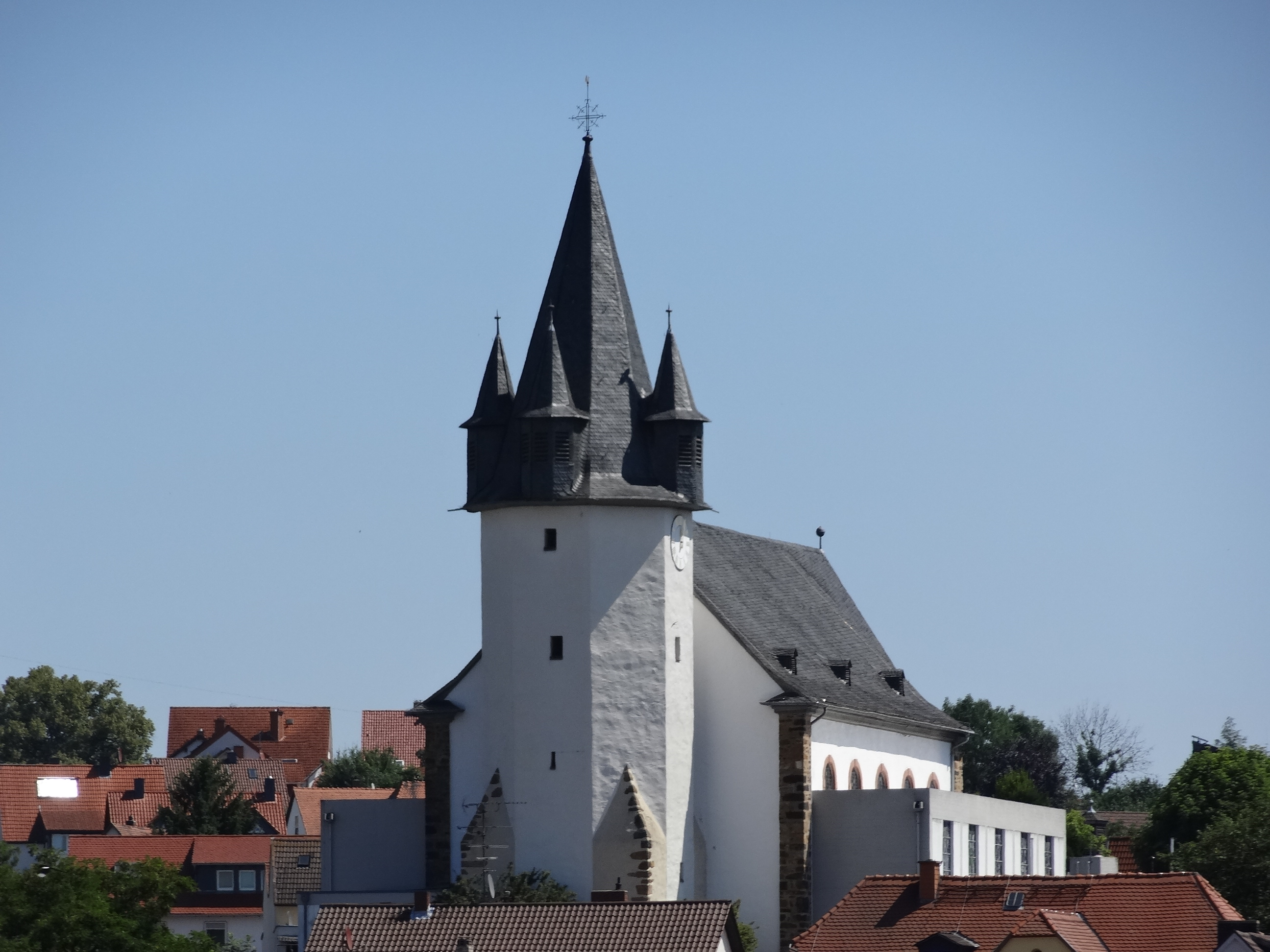
St. Gallus (Rockenberg)

Die römisch-katholische, denkmalgeschützte Kirche St. Gallus steht in der Gemeinde Rockenberg im Wetteraukreis in Hessen. Die Kirche gehört zur Pfarrgruppe Rockenberg im Pastoralraum Wetterau-Nord des Bistums Mainz.

## Beschreibung
Der achteckige gotische Kirchturm im Westen mit quadratischem Erdgeschoss ist von einem Kreuzgratgewölbe überspannt. Den schiefergedeckten achtseitigen spitzen Helm flankieren Wichhäuschen an vier Seiten. Das Langhaus wurde 1752–54 durch Johann Adam Paul nach einem Entwurf von Johann Jakob Fritz gebaut. Die ursprüngliche, mit Lisenen gegliederte Saalkirche und schräg eingezogenem, dreiseitig geschlossenen Chor wurde 1967/68 umgebaut und durch Seitenschiffe an der Nord- und Südseite erweitert. 
Der barocke Hochaltar aus der zweiten Hälfte des 18. Jahrhunderts ist mit einem modernen Kreuzigungsgemälde ausgestattet. Der eine Seitenaltar enthält eine Statue der Maria, der andere eine des Sebastian. Die Orgel mit 21 Registern, zwei Manualen und einem Pedal wurde 1971 von der Förster & Nicolaus Orgelbau auf der Empore in einem alten Prospekt errichtet (siehe auch Liste der Orgeln im Wetteraukreis). Sie wird von lebensgroßen Statuen des David und der Cäcilia flankiert.